# Monmouth (Oregon)
Monmouth è un centro abitato (City) degli Stati Uniti d'America, situato nella contea di Polk dello Stato dell'Oregon. Nel censimento del 2000 la popolazione era di 7.741 abitanti.

## Geografia fisica
Secondo i rilevamenti dello United States Census Bureau, Monmouth si estende su una superficie di 5 km².